# Khīz Āb
Khīz Āb (persiska: خيز آب) är en ort i Iran.   Den ligger i provinsen Markazi, i den centrala delen av landet, 240 km sydväst om huvudstaden Teheran. Khīz Āb ligger 1 818 meter över havet och antalet invånare är 106.
Terrängen runt Khīz Āb är kuperad åt nordost, men åt sydväst är den platt.Runt Khīz Āb är det ganska tätbefolkat, med 67 invånare per kvadratkilometer. Närmaste större samhälle är Khomeyn, 15,4 km söder om Khīz Āb. Trakten runt Khīz Āb består i huvudsak av gräsmarker.